# Bogu
Een bogu (防具, ぼうぐ, bougu) is vooral bekend als de beschermende uitrusting die gedragen wordt door een kendoka. In het Japans betekent het dan ook simpelweg 'bescherming'. Ook in andere vechtsporten wordt soms een bogu gebruikt, zoals in het protector-karate (full contact mét bescherming, bijvoorbeeld: Genseiryu, Koshiki), taekwondo en Naginata.

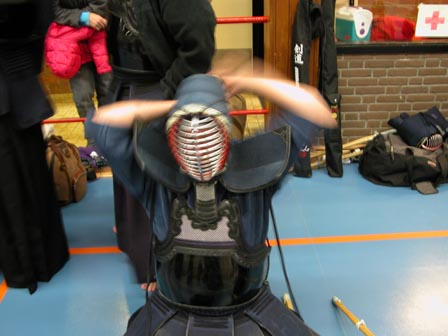
De bogu van een kendoka

## De bogu in kendo
De bogu-uitrusting van een kendoka bestaat uit 4 onderdelen, te weten de Men, Do, Kote en Tare: 
- De Men is een soort helm die hoofd, gezicht, schouders en keel beschermt.
- De Do is een borstbeschermer die tevens de zijkanten van het lichaam beschermt.
- De Kote zijn de handschoenen, die de handen en de onderarmen moeten beschermen.
- De Tare draag je als een riem om je middel en beschermt de heup, edele delen en liezen door middel van 5 stevige flappen.

In kendo vecht men met een shinai, een wapen dat bestaat uit vier bamboelatten. Dit wapen vervangt de katana, het samoeraizwaard. Het dragen van een bogu is dan ook geen overbodige luxe bij het krijgen van een klap of stoot met dit wapen.

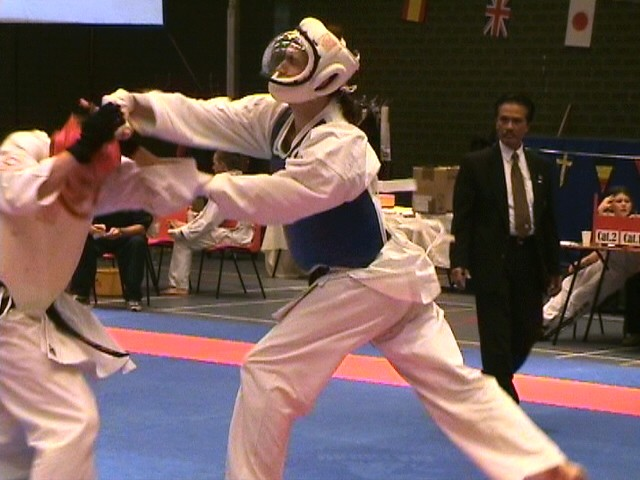
Full contact kumite met bogu in protector-karate.

## De bogu in karate
In bepaalde stijlen van karate wordt het zogenaamde protector-karate gedaan. Dit is een full contact gevecht (kumite) waarbij beschermende kleding wordt gedragen. Ook hier spreekt men dan van een bogu. Deze bestaat dan uit een helm met een plastic vizier en een borstbescherming.
Karate-stijlen die aan protector-karate doen zijn o.a.: Genwakai, Genseiryu, Koshiki, Ryounkai, Shorinjiryu Kenkokan.

## De bogu (hogu) in kumdo en taekwondo
Ook in de Koreaanse vechtkunsten kumdo en taekwondo wordt gebruikgemaakt van deze uitrusting. In het Koreaans spreekt men niet van bogu, maar van hogu (호구, hanja:護具). De kote heet in het Koreaans howan (호완). De men wordt homyun (호면) en de do wordt gam (감) genoemd, terwijl de tare met gamsang (감상) wordt aangeduid.